# Montpelier, Idaho
Montpelier är en ort i Bear Lake County i delstaten Idaho, USA.